# Parthenopolis (Niedermösien)
Parthenopolis (griechisch „Jungfrauenstadt“) war der Name einer antiken Stadt in Niedermösien.
Die Stadt befand sich in der römischen Provinz Moesia inferior (Niedermösien). Sie wird von Plinius erwähnt (Naturalis historia 4,44); er bezeichnet sie als Siedlung der Skythen mit dem Beinamen Aroteren. Man vermutet, dass es sich um das heutige Costinești südlich von Constanța im heutigen Rumänien handelt oder dass das antike Parthenopolis in der Nähe dieser modernen Ortschaft zu suchen ist.